# Толоканешты
Толоканешты также Толокэнешть (рум. Tolocăneşti) — село в Сорокском районе Молдавии. Наряду с сёлами Старая Татаровка, Дечебал, Ниорканы, Новая Слободзея и Новая Татаровка входит в состав коммуны Старая Татаровка.

## География
Село расположено на высоте 208 метров над уровнем моря.

## Население
По данным переписи населения 2004 года, в селе Толокэнешть проживает 81 человек (36 мужчин, 45 женщин).
Этнический состав села:
| Национальность | Число жителей | Процентный состав |
| -------------- | ------------- | ----------------- |
| молдаване      | 78            | 96,3              |
| русские        | 2             | 2,47              |
| украинцы       | 1             | 1,23              |
| Всего          | 81            | 100 %             |